# Epidendrum martinezii
Epidendrum martinezii là một loài thực vật có hoa trong họ Lan. Loài này được L.Sánchez & Carnevali mô tả khoa học đầu tiên năm 2001.